# ゴルノ・バダフシャン自治州
ゴルノ・バダフシャン自治州（Gorno-Badakhshan Autonomous Province、タジク語: Вилояти Мухтори Кӯҳистони Бадахшон、ロシア語: Горно-Бадахшанская автономная область、キルギス語: Тоолуу-Бадахшан автономиялуу）はタジキスタン東部の自治州である。州都はホログ。

## 名称

バダフシャーン地方

アフガニスタンのバダフシャーン州からタジキスタンのゴルノ・バダフシャン自治州にかけての一帯は、かつてバダフシャーンと呼ばれていた。ゴルノ(Горно-)とはロシア語で「山岳の」という意味である。

## 地理

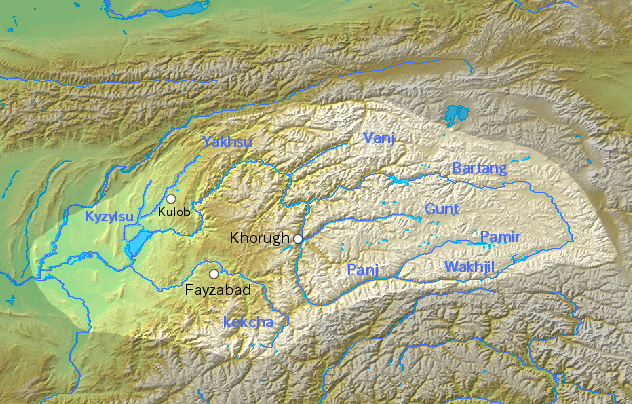
パンジ川の流域図

ゴルノ・バダフシャン自治州は日本の東北地方とほぼ同じ大きさの州である。パミール高原に位置し、標高5000メートルを越える高山が広がっている。主要河川はパンジ川であり、ムルガーブ川・バルタン川・Vanj川など様々な川が注いでいる。パミール高原の北部にはイスモイル・ソモニ峰やコルジェネフスカヤ峰、モスクワ峰やインディペンデンス・ピーク、Gora Kurumdyやレーニン峰、フェドチェンコ氷河やカラクル湖がある。一方、中部にはPatkhor峰やサレズ湖やヤシルクル湖があり、南部にはマヤコフスキー峰やカール・マルクス峰、Concord峰やゾルクル湖がある。ゴルノ・バダフシャン自治州は中華人民共和国の新疆ウイグル自治区、アフガニスタン、キルギスと国境を接している。

## 歴史

### 中世

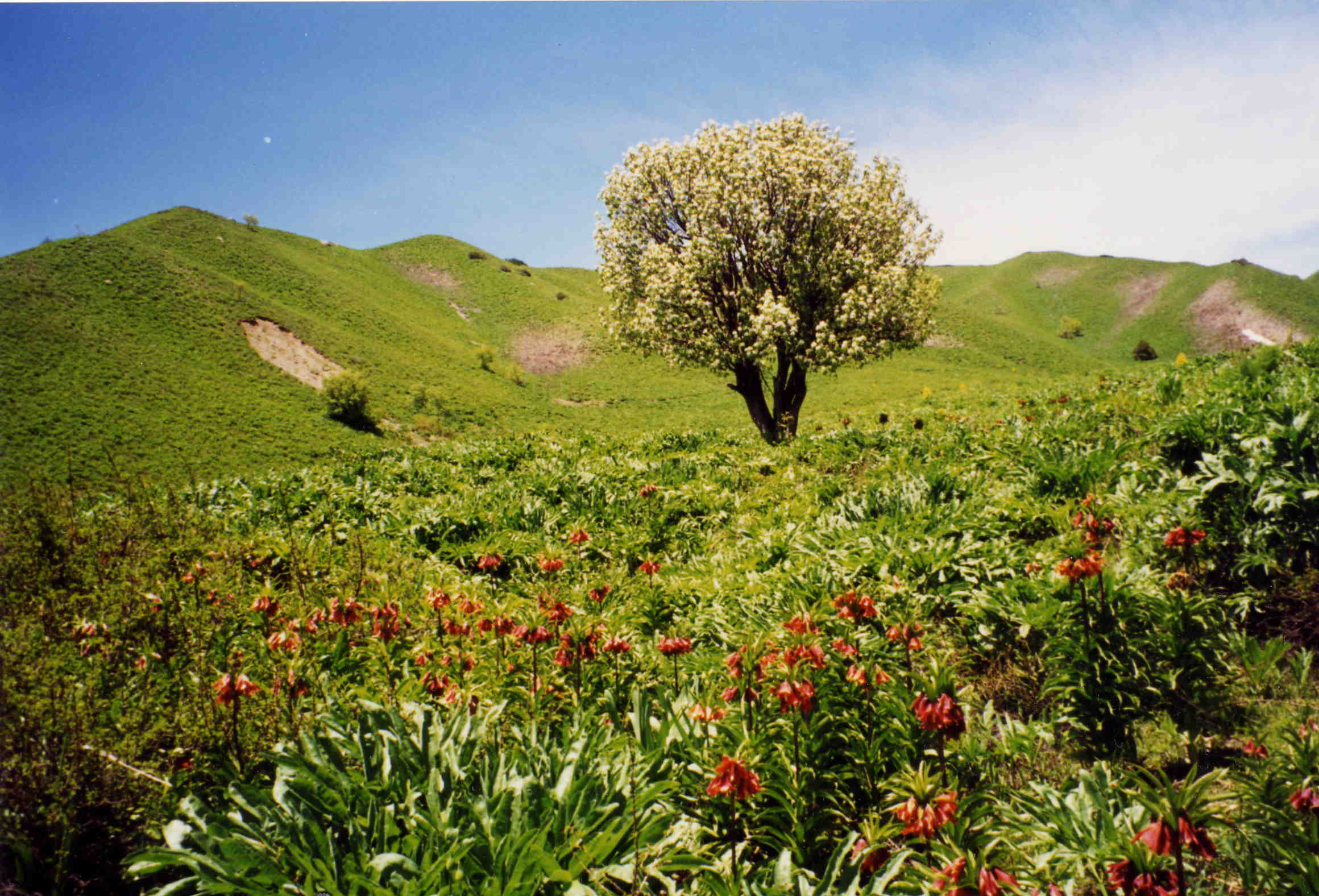
春のパミール高原

13世紀後半、中国に向かう途中のマルコ・ポーロがバダフシャーン地方を訪れた。その頃のバダフシャーンは巴達哈傷と呼ばれており、アフガニスタンのバダフシャーン州と合わせて4面12行程の広大な王国があったと言う。住民は独自の言語を持ち、獣皮の服を着て羊を飼っていた。王はアレクサンダー大王とダリウス王の娘の子孫であり、「ズルカーネイン」の称号を名乗って居たと言う。街は防御に適した高地にあり、寒さは厳しいものの頂上部の広大な台地には草木が生い茂り、水や魚や鳥が豊富で良質な小麦が採れ、良馬を産出し、かつてはブケパロスの子孫が居たという伝説もあった。その他に碧玉や群青、銀・銅・鉛なども産出し、特にバラス紅玉（Badakhshi Ruby）は国王が独占的に採掘していた。空気が綺麗で硫黄泉もあったので、マルコポーロは1年間滞在して病気を治したと言う。

### 19世紀
1881年のイリ条約により、清朝がパミール高原の一部をロシアに割譲した。

### 第一次大戦後
1924年にウズベク・ソビエト社会主義共和国が成立し、1925年に自治州が設立された。1929年、ウズベク・ソビエト社会主義共和国からタジク・ソビエト社会主義共和国が分離すると、同共和国に属した。

### 冷戦時代
1950年代、長らくこの地域に居住していたパミール人が、強制的にタジキスタン南西部に移住させられた。

### 冷戦後
1991年、ソビエト連邦からタジキスタン共和国が分離独立した。しかしゴルノ・バダフシャン自治州などのイスラム勢力や民主勢力が蜂起してタジキスタン内戦が始まった。

### 2000年代
2001年9月、アメリカ同時多発テロ事件が起き、10月にはアメリカ合衆国がアフガニスタンに侵攻した。2005年にはキルギスでチューリップ革命が起きた。同年、ロシア国境警備隊が警備していたアフガニスタン国境の警備をタジキスタン国境保護国家委員会が行うようになった。

### 2010年代
2010年1月、ゴルノ・バダフシャン自治州でマグニチュード5.1～5.3の地震が発生し、ヴァンジ郡を中心に激しい被害を受けて2万人が家を失った。2011年1月、国境画定条約により、パミール高原の一部を中華人民共和国に割譲した。同年6月、裁判所の判決に怒った群集がホログ市の裁判所や検察を襲った。2012年7月、国家保安委員会（秘密警察）の支局長であるAbdullo Nazarov少将が殺害された為、3000人の政府軍が派遣された。軍は容疑者である民兵指導者のTolib Ayombekovを逮捕するために軍事行動を行い（死者39名、負傷者40名）、巻き添えになった市民に死傷者が出た。8月には別の民兵指導者であるImumnazar Imumnazarovも殺害され、ホログ市では頻繁に反政府集会が行われるようになり、政府が数百人分の容疑者リストを作って更なる弾圧を企んでいると信じられるようになった。2014年5月、ホログ市で警察と麻薬業者の間で銃撃戦があり、巻き添えになった数人の地元住民が死傷した。怒った住民は数百人で州庁舎に押しかけて州知事・州警察の長官・地方検事の辞任を要求し、警察本部を焼き討ちにして、州庁舎にテントを張って座り込んだ為、夜間外出禁止令が出された（その後事件の再調査に合意）。なお隣接するアフガニスタンのバダフシャーン州の麻薬生産量は2008年以降急激に回復し、2014年現在34州中9位になっている。タジキスタン政府は周辺国と会合を開き国境警備を強め、不審な越境者を射殺している。また逮捕を強めており、6月には地元の社会民主党（SDP）のAlim Sherzamonovに接触したトロント大学のタジク人学生のAlexander Sodiqovをスパイ容疑で逮捕し（その後釈放）、12月には内戦時代の反政府勢力の指揮官の一人であるMamadboqir Mamadboqirovを逮捕した（その後釈放）。

## 政治
ゴルノ・バダフシャン自治州は国土の約半分の面積（約45％）を占めているにもかかわらず、人口が極めて少ない為（3％）、地元住民は少数派の扱いを受けている。例えば知事や郡の長官は住民の選挙で選ばれておらず、警察・司法の幹部は地元住民ではない。またパミール語のラジオ番組が無いことなど言語的な差別もある。その結果、多くの住民は大統領よりアーガー・ハーン4世を支持し、警察や司法が問題を起こす度に激しい抗議活動が起きて自治権拡大を要求してエスカレートする。またタジキスタン政府も内戦の際の停戦条約をやぶって、あからさまな軍事行動を行い地元住民の不信感を増大させている。

## 行政区分
ゴルノ・バダフシャン自治州は、7つの地区に区分される。
- ダルヴァズ地区（英語版）・・・ダルヴァズ山地（英語版）（旧ダルヴァズ首長国、1526年 - 1878年）
- ヴァンチ地区（英語版）
- ルション地区（英語版）
- シュグノン地区（英語版）
- ロシュトカリア地区（英語版）
- イシュカシム地区（英語版）
- ムルガーブ地区（英語版）

## 産業
タジキスタンは中央アジアで最も貧しく、GDPの4割は海外からの仕送りである。そのなかでも山岳地帯のゴルノバダフシャン自治州は特に貧しく、半数の世帯が出稼ぎ労働をしている。

## 交通

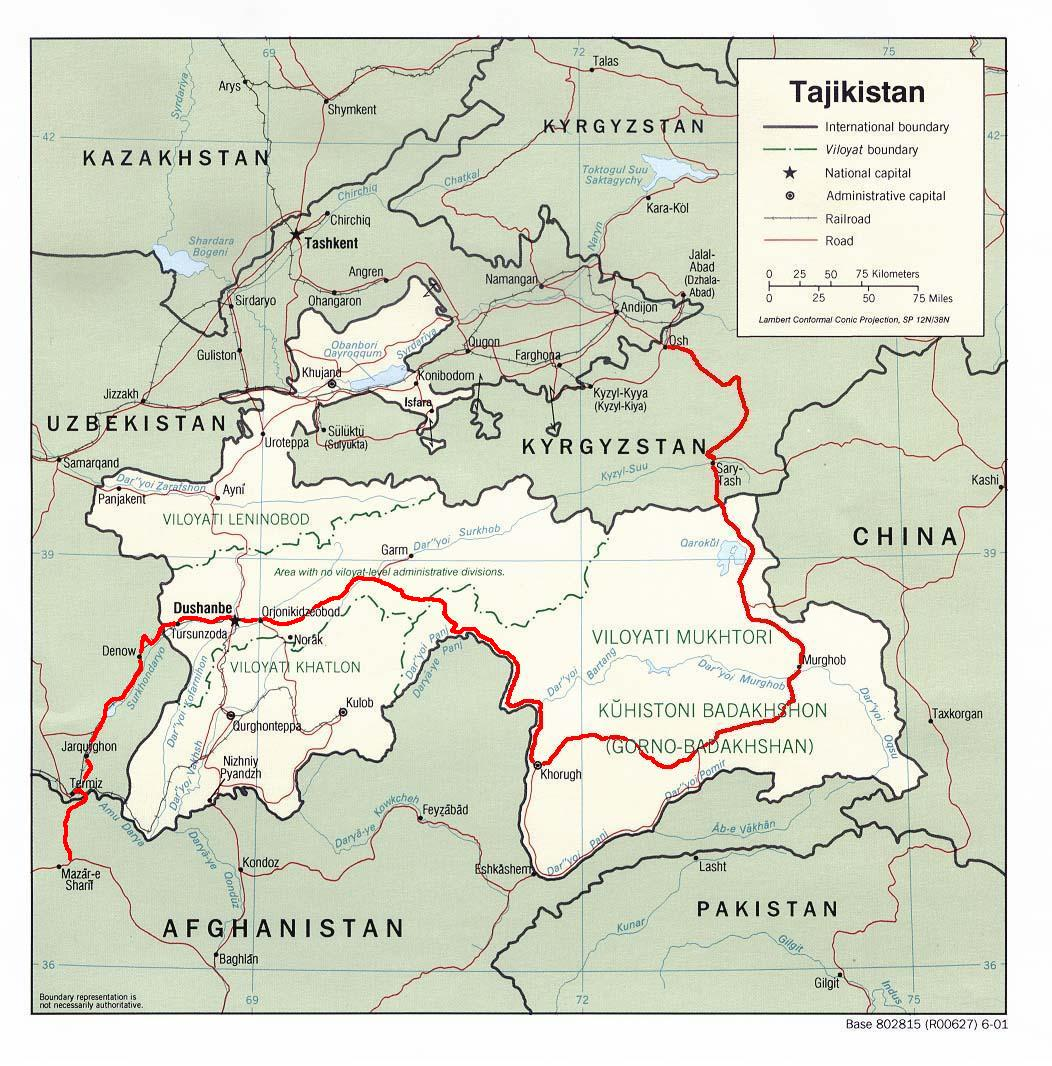
パミール・ハイウェイ

首都のドゥシャンベから州都ホログまではM41高速が走っている。これはパミール・ハイウェイと呼ばれており、パミール高原の南部を抜けて州東部の町ムルガブに至り、そこから北上してキルギス第二の都市オシに至る幹線道路である。パミール・ハイウェイを使えば中華人民共和国やアフガニスタンに行く事も出来る。例えばパミール・ハイウェイからタクラマカン砂漠の西端の町カシュガル市に行くには、パミール・ハイウェイを北上してKyzyl-Art峠からキルギスのサルイ・タシ市に至り、カシュガル・イルケシュタム高速 G3013線を東に進む方法がある。一方、州都ホログからアフガニスタンに行くにはパミール・ハイウェイを北上して、DarwazやTemやVanjなどパンジ川沿いに幾つかあるタジク＝アフガン友好橋を渡る方法がある。
なおパミール・ハイウェイを使わずに、ホログから州の東端にあるクルマ峠を抜けてカシュガル市に行く方法やパンジ川を南下してアフガニスタンのイシュカーシムに至る方法もある。

## 住民

### 民族

緑がタジク人・パミール人、オレンジがキルギス人、紫がウイグル族

パミール人、キルギス人。

### 言語
パミール諸語のシュグニー語・ルシャン語・ワヒ語・イシュカシム語・サリコル語・バルタング語・フフィー語・ヤズグリャム語・オロシャン語・ヴァンチ語。ムルガーブ地区のキルギス語。ロシア語、タジク語。

### 宗教
シーア派のイスマーイール派。特にアーガー・ハーンを指導者とするニザール派が最大の非政府組織である。

## 日本の援助
2011年、日本は度重なる地震で損壊したヴァンジ行政郡ヴァンジ地区第5中等学校の改修工事に対して約11万ドルの無償援助を行った。2013年5月には長年の風雨で屋根に穴が開いたムルガブ行政郡アリチュール地区第6中等学校の改修や老朽化したイシュカシム行政郡ゾング地区コミュニティセンターやルシャン行政郡コミュニティセンターの改修に対して、約11万ドルずつの無償援助を行った。7月にはホログ市の灌漑用水路「Dodikhudo」の拡張工事に対して約11万ドルの無償援助を行った。